# Tetragram

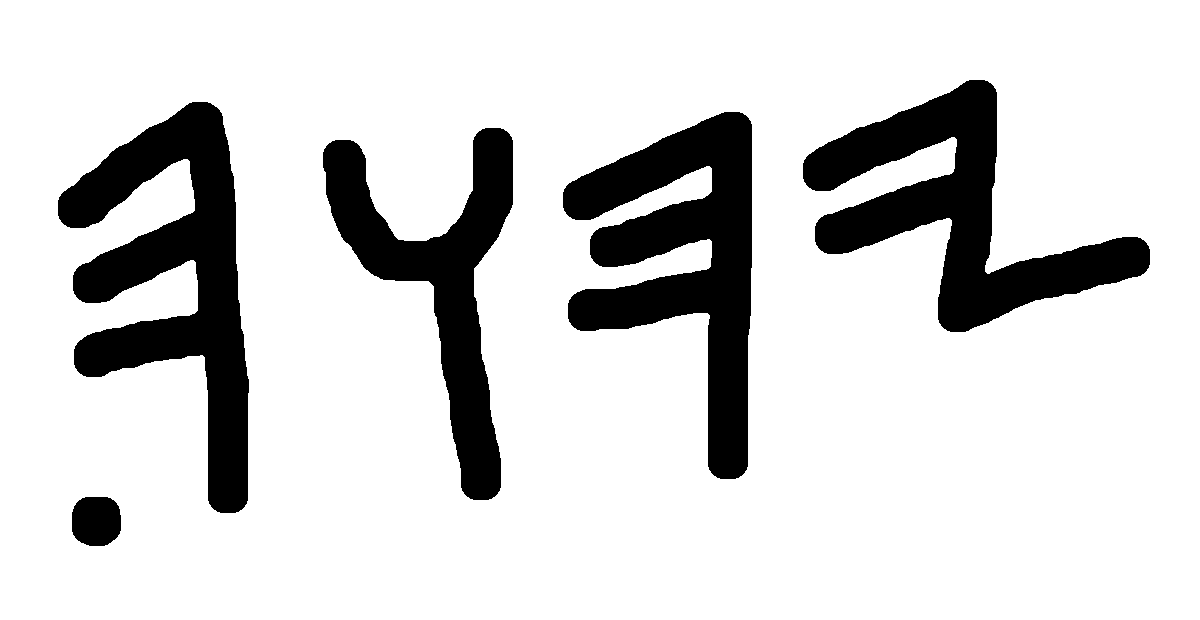
Tetragram w formie zapisanej na Steli Meszy

Tetragram – cztery hebrajskie litery będące zapisem imienia własnego Boga w Biblii: jod, he, waw, he (hebr. יהוה). Termin „tetragram” pochodzi z języka greckiego i składa się z członów tetra, „cztero-” lub „cztery”, i grámma, „litera”; dosłownie znaczy więc „czteroliterowy”. W Biblii hebrajskiej tetragram pojawia się ponad 6800 razy. Różne formy jego zapisu można spotkać w źródłach pozabiblijnych, niektórych rękopisach Septuaginty oraz rękopisach qumrańskich. Choć czterokrotnie pojawia się w zwrocie „Hallelujah”, nie występuje w podstawowej formie w Nowym Testamencie, wspominają jednak o nim ojcowie Kościoła.
Etymologia i pierwotna wymowa tetragramu jest nieznana. W literaturze naukowej można spotkać liczne próby ustalenia prawidłowej wymowy tetragramu; obecnie większość uczonych opowiada się za formą Jahwe.

## Etymologia

Tetragram zapisany pismem:
• fenickim (na górze),
• paleohebrajskim (w środku),
• aramejskim / hebrajskim (na dole)

### Księga Wyjścia 3:14
Według jednej z teorii na temat Księgi Wyjścia 3:13-15 Stary Testament podejmuje w tym miejscu próbę wyjaśnienia znaczenia tetragramu. Czytamy tam:

Mojżesz powiedział: „Przypuśćmy, że pójdę do Izraelitów i oznajmię im: Bóg waszych ojców posyła mnie do was. Jeśli jednak spytają mnie: «Jak On się nazywa?», co im odpowiem?”. 14 Bóg odrzekł: „Jestem tym, kim jestem. Tak masz powiedzieć Izraelitom: «Jestem» posyła mnie do was”. 15 Następnie Bóg powiedział: „To właśnie oświadczysz Izraelitom: PAN, Bóg waszych ojców, Bóg Abrahama, Bóg Izaaka, Bóg Jakuba posyła mnie do was. To jest moje imię i takim ma pozostać w pamięci wszystkich pokoleń.

Najpopularniejsza teoria zakłada, że werset 14 stanowi interpretację imienia Boga. Fraza „Jestem tym, kim jestem” jest tłumaczeniem hebrajskiego ’ehjeh ’ăšer ’ehjeh. Większość polskich przekładów oddaje ją jako „Jestem, który jestem” lub podobnie. Biblia gdańska oraz Izaak Cylkow przekładają na „Będę, który będę”, natomiast Pismo Święte w Przekładzie Nowego Świata – „Stanę się, kim zechcę się stać”. Słowo ’ehjeh pochodzi od czasownika hājâ(h) i jego starszej wersji hăwâ(h), które znaczy „być, istnieć”, ale również „być obecnym, czynnym”.
Septuaginta tłumaczy ten zwrot na egō eimi ho ōn, „Jestem Istniejącym”. W przekładzie Akwili oraz Teodocjona przełożono je na esomai hos esomai, „Jestem Jestem”. W Wulgacie – na ego sum qui sum, czyli „Jam Jest, Którym Jest”.
W targumach można zaobserwować różne sposoby oddania ’ehjeh ’ăšer ’ehjeh. Targum Onkelosa oraz Targum Neofiti w ogóle go nie tłumaczą. Targum Neofiti trzecie ’ehjeh występujące w wersecie 15 parafrazuje jako: „Ten, który powiedział i świat był od początku i znów powiedział: »Niech będzie!« I będzie”, natomiast Targum Onkelosa pozostawia niesparafrazowanym. Targum Fragmentaryczny parafrazuje: „Ten, który powiedział do świata: »Niech będzie!« I było; I powiedział jeszcze do świata: »Niech będzie!« I będzie”. W innej wersji Targumu Fragmentarycznego czytamy: „On, który powiedział do świata na początku: »Niech będzie!« i było, i który mówił: »Niech będzie!« i będzie”. Targum Pseudo-Jonatana oddaje tę frazę tak: „Ten, który powiedział i stał się świat; który rzekł i wszystko poczęło istnieć”. Ten sam targum trzecie ’ehjeh występujące w wersecie 15 parafrazuje: „Jestem, który jestem i który będzie”.

### Pochodzenie jhwh od rdzenia hjh/hwh
Większość interpretacji pochodzenia tetragramu skupia się na ustaleniu znaczenia czasownika hājâ(h) i jego starszej wersji hăwâ(h).

#### Interpretacja ontologiczna hjh/hwh
Interpretacja ta zakłada, że rdzeń hjh (hājâ(h)) oraz jego starsza wersja hwh znaczy „być, istnieć”. Tetragram znaczy więc: „Który jest”, „on Jest”, „Będący”. Za takim rozumieniem przemawia świadectwo Septuaginty, która przekłada hjh na imiesłów ho ōn (od czasownika einai) oraz Wulgaty, która oddaje hjh przez formę czasownika esse. Tłumacze najwyraźniej pozostawali pod wpływem greckiej myśli filozoficznej, sięgającej Platona i Arystotelesa, i z jej punktu widzenia czytali i rozumieli tekst. Ich tłumaczenie zakładało absolutne istnienie Boga, jego niezależność i samoistność. Wywarło ono ogromny wpływ na późniejszych myślicieli: Filona z Aleksandrii, patrystykę grecką i łacińską, uczonych średniowiecznych i późniejszych.
Ich wnioski można streścić następująco: Bóg określił siebie jako „Jam jest Będący”, co należy rozumieć jako: a) Czyste Istnienie Samoistne (Ipsum Esse Subsistens), b) jako Pleromę Bytu, egzystencji i życia; c) jako Osobę, będącą źródłem, treścią i celem wszystkich istnień i osób; d) jako Bóstwo istniejące dla człowieka.

#### Interpretacja fenomenologiczna hjh/hwh
Podstawą tej interpretacji, podobnie jak interpretacji ontologicznej, jest uznanie że tetragram pochodzi od rdzenia hjh (hājâ(h)), „być, istnieć”. W przypadku koncepcji ontologicznej wyjaśnienie koncentruje się na tym, kim jest Bóg sam w sobie. W interpretacji fenomenologicznej – kim jest dla innych.
Niektórzy filozofowie żydowscy sprzyjają tej interpretacji. Franz Rosenzweig uważa, że czasownik ehjeh występujący w Księdze Wyjścia 3:14 należy rozumieć w sensie dynamicznym, jako coś co się staje i działa. Zniewolony naród izraelski nie potrzebował wykładu wskazującego na istnienie Boga, lecz słów rozpraszających wątpliwości, co do ich losu. Należy więc tłumaczyć słowo ehjeh nie „Jestem” w sensie odwiecznego bytu, ale „Będę obecny”, to znaczy który jest i który staje się dla narodu Izraelskiego. Moses Mendelssohn uznaje czasownik „być” za obejmujący przeszłość, teraźniejszość i przyszłość. Bóg jest ehjeh, „Jestem wieczny” w tym sensie, że jest zawsze obecny obok ludzkich cierpień i zawsze będzie za każdym razem, gdy ludzie do niego przyjdą w potrzebie. Ehjeh aszer ehjeh według niego wskazuje zarówno na „konieczność istnienia”, jak i na „trwały przejaw opatrzności”.
Według Martina Bubera „zazwyczaj słowa Mojżesza rozumiane są w ten sposób, że pragnie się on dowiedzieć, co ma odpowiedzieć ludowi, gdy zapytają go, jak się nazywa Bóg, którego posłanie im przynosi”. Następnie Buber zwraca uwagę na formę pytania Mojżesza: Mojżesz zapytał Boga „Co (ma) jest jego imieniem?” inaczej mówiąc „Co jest twoim imieniem?”. Gdyby Mojżesz chciał poznać imię Boga, to forma pytania byłaby następująca: „Kim (mi) jesteś?”, „Kto (mi) jest twoim imieniem?”. Konkluduje więc: „Tam gdzie słowo „co" pojawia się w połączeniu ze słowem „imię", pyta się o to, co się w tym imieniu objawia lub ukrywa”. Następnie wyjaśnia, dlaczego Bóg wyjawił, co się kryje za jego imieniem. Tetragram pierwotnie był traktowany jako okrzyk – reakcję organizmu na widzialną, słyszalną czy wyczuwaną w inny sposób obecność Boga. W ciągu dłuższego czasu „nie tylko słabnie związany z tym imieniem element pobudzenia i wyładowania, ale samo imię przeradza się w pusty i obcy zarazem, na wpół przebrzmiały twór dźwiękowy”. Bóg więc w formule ehjeh aszer ehjeh wyjaśnia prawdziwy sens swego imienia: „»JHWH« jest »tym, który będzie« albo »który jest«, tym Obecnym nie tylko kiedyś i gdzieś, lecz w każdym teraz i w każdym tutaj. Imię wyraża już jego istotę i daje wiernemu ludowi pewność opiekuńczej obecności Pana”.

#### Inne wyjaśnienia hjh/hwh
Niektórzy uczeni, w oparciu o rozumienie hjh jako „być, istnieć”, uważają, że tetragram miał być skróconą wersją imienia jednego z ubóstwianych przodków proto-Izraelitów, które można zrekonstruować jako Jahwe-El, „Mój El (Bóg), który jest obecny (jako pomagający)”.
Inni optują za pochodzeniem jhwh od formy sprawczej hjh. Imię Boże mogło więc znaczyć „Sprawiający istnienie wszystkiego, co się staje”, „Ten, który sprawia istnienie zastępów”, czy „Spełniający obietnice”.
Ludwig Koehler stał na stanowisku, że tetragram wywodzi się od formy rzeczownikowej rdzenia hjh. Znaczyłby więc „byt”, „istota”, „istnienie”.

### Inne koncepcje
Niektórzy szukają podobieństwa tetragramu do słownictwa języka: sumeryjskiego, akadyjskiego, eblaickiego, egipskiego, fenickiego, użytkowanego w Midianie, amoryckiego, edomickiego, północno-arabskiego, praindoeuropejskiego, huryckiego, czy cywilizacji doliny Indusu.
Jeszcze inni uważają, że tetragram pochodzi od rdzeni następujących arabskich słów: hwj, „dmuchać”, co znaczy JHWH dmuchnął lub JHWH dmucha/dmie, hww – „spadać” w znaczeniu „Ten, który powoduje zniszczenie”, whwh – „ryczeć”, w znaczeniu „Ten, który ryczy”, hwh, „wydarzyć się” co sugeruje, że Bóg może się pojawić kiedy i jak chce, od formy sprawczej rdzenia hwj, która może znaczyć „Ten, który żarliwie kocha”, od formy prostej hwj, co znaczy „Żarliwy”.
Niektórzy etymologii tetragramu szukają w języku ugaryckim. Według nich pochodzi od rdzenia hwj, „mówić”, dzięki czemu oryginalne znaczenie imienia to „Mówiący”. Inni wskazują na rzeczownikową formę hwj, „dowódca” z przedrostkiem j, stąd znaczenie imienia to „Rozkazujący”.
Niektórzy uważają, że początkowo tetragram funkcjonował jako digrammaton Ja-, który był emocjonalnym okrzykiem używanym w celach kultycznych. Tetragram mógł mieć też źródło w okrzyku ja wznoszonym podczas obrzędów ku czci boga Księżyca Sina, którego ośrodek kultowy znajdował się w Ur. Według Biblii w Ur mieszkał patriarcha Abraham, który zaadaptował ten okrzyk do nazwania Boga, którego mieli czcić jego potomkowie. Inna interpretacja wskazuje na pochodzenie od formy zaimka ja huwa, „O On”, lub „O Ów!”.

## Występowanie

### Biblia hebrajska
W opracowaniu krytycznym Biblii hebrajskiej (Biblia Hebraica pod red. Kittela oraz Biblia Hebraica Stuttgartensia, dalej BHS) tetragram występuje 6828 razy. Ponadto masoreci zaznaczyli na marginesach (tzw. masora parva) 141 miejsc, w których wcześniejsi przepisywacze (soferowie) zmienili tetragram na słowo Adonaj lub Elohim.
Poniżej podano liczbę występowań tetragramu w poszczególnych księgach według tekstu masoreckiego.
W Księdze Estery co prawda nie ma tetragramu, ale występuje on w czterech różnych miejscach tekstu hebrajskiego jako akrostych: początkowe litery czterech kolejnych słów składają się na JHWH. Litery te wyróżniono w co najmniej trzech starożytnych manuskryptach hebrajskich na czerwono. Na akrostych zawierający tetragram składają się również cztery pierwsze wyrazy Psalmu 96:11.
Forma skrócona Jāh występuje 50 razy: 43 razy w Psalmach, po jednym w Wyjścia 15:2; 17:16; Izajasza 12:2; 26:4, a dwukrotnie w Izajasza 38:11. W Pieśni nad Pieśniami 8:6 jest jako składnik wyrażenia šalehebeteja(h), „płomieniem Jah”.
Imię Boże występuje także w Biblii jako składnik teoforycznych imion hebrajskich. Niektóre mogły mieć na początku formy: jô- albo jehô- (29 imion), natomiast inne na końcu: -jāhû albo -jāh (127 imion). Jedno imię ma formę jehô- jako drugą sylabę (Elioenaj, hebr. ʼelj(eh)oʻenaj). Badania onomastyczne wskazują, że imiona teoforyczne zawierające tetragram były bardzo popularne w okresie monarchicznym (VIII – VII wiek p.n.e.). W czasach powygnaniowych popularność imion z prefiksem jô-/jehô- słabła, natomiast z sufiksem jāhû-/jāh- wzrastała.

### Starożytne teksty pozabiblijne

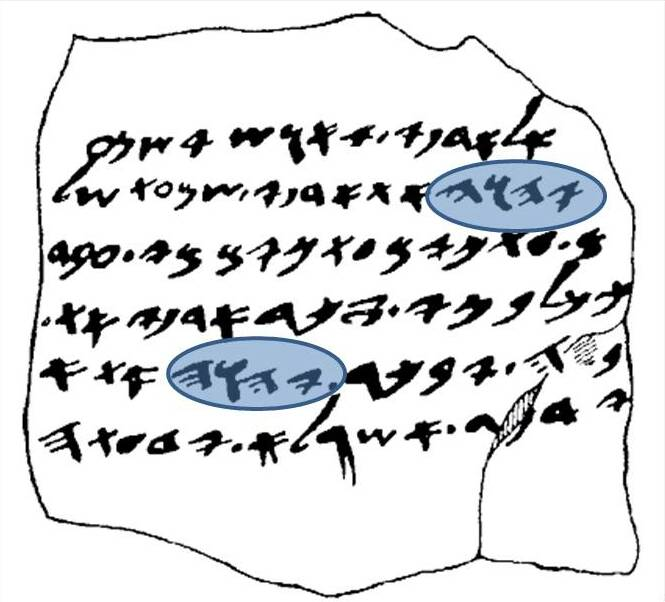
Tetragram na ostrakonie drugiego listu z Lakisz z VII w. p.n.e.

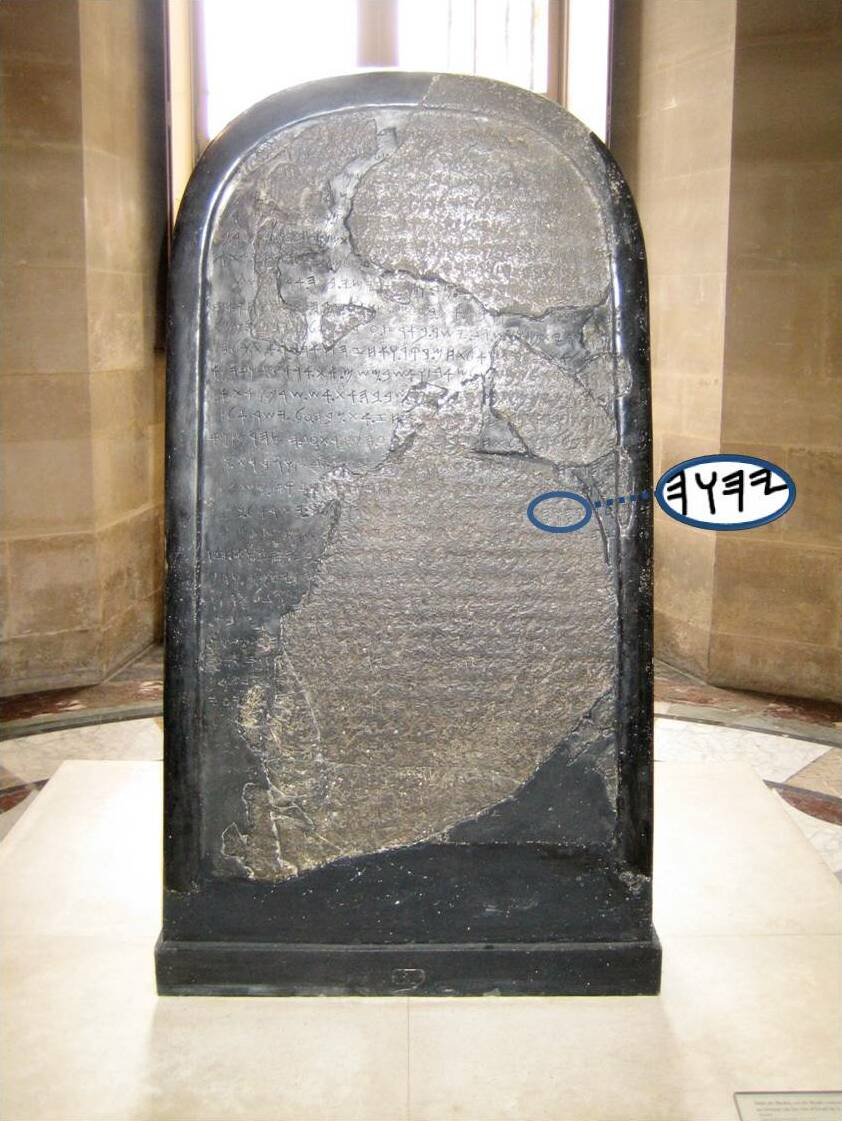
Tetragram na steli Meszy

Tetragram pojawia się na następujących egipskich inskrypcjach: na wykazie miejscowości Amenhotepa III odkrytym w świątyni Amona w Soleb oraz w jej kopii z czasów Ramzesa II w Amara Zachodnim (Szasu z Yhw, zapisane: jhw3, czytane: ja-h-wí lub ja-h-wa), oraz na wykazie miejscowości w świątyni Ramzesa III w Medinet Habu (jako ji-ha albo ja-h-wí).
Tetragram na inskrypcjach hebrajskich występuje głównie w formułach błogosławieństw i przekleństw, a także jako składnik tytułów używanych do celów kultowych. W kolejności chronologicznej występuje: na steli Meszy (około 830 rok p.n.e.), dzbanach z twierdzy Kuntillet Ajrud (około 800 rok p.n.e.), na ścianach grobowca II na południowym stoku wzgórza Chirbet el-Qom (VIII wiek p.n.e.), na pieczęci ze zbiorów Harvard Semitic Museum (VIII wieku p.n.e.), na ostrakonach ze zbiorów Shlomo Moussaieffa (VII wiek p.n.e.), na srebrnych rolkach z Ketef Hinnom (VII wiek p.n.e.), na inskrypcjach w grobowcach w Chirbet el-lei (VIII – VII wiek p.n.e.), na ostrakonie 18 z Tel Arad (2 połowa VII oraz początek VI wieku p.n.e.), na listach z Lakisz (587 p.n.e.), na kamieniu z góry Garizim (III lub na początku II wieku p.n.e.).
Wśród Żydów w okresie Drugiej Świątyni bardzo popularne stały się amulety magiczne. Pojawiał się na nich tetragram w pełnej formie, w postaci J, JJ, JJJ, JJJJ albo połączenia JH, JHW, jako słowo ’HJH, oraz w długiej serii permutacji: ’, H, W oraz J.
Na Elefantynie odkryto papirusy, na których pojawia się forma jhw, oraz ostrakony z formą jhh. Pojawia się również jednorazowo jh, ale pierwotnie była to forma jhw, w której zanikła końcowa litera w (hebr. waw). W ośmiu przypadkach tetragram występuje w formule przysięgi: „na Boga jhh”.
Imię Boże pojawia się w greckich tekstach magicznych, których powstanie ustalono w granicach między II wiekiem p.n.e. a V n.e. Przybiera następujące formy: Ieoa, Iaoa, Iaoai, Iaoouee, Ioa, Iao, Iaeo, Iaee, Ieou, Iaba, Iabas, Iabo, Iabe, Iaon.
Imię Boże w formie Ἰαῶ (Iao) pojawia się u: Diodora Sycylijskiego, Marka Terencjusza Warrona według przekazu Jana Lydosa (De Mensibus, 4.53), Pedaniosa Dioskurydesa, Aeliusa Herodiana, Hezychiusza z Aleksandrii.

### Septuaginta

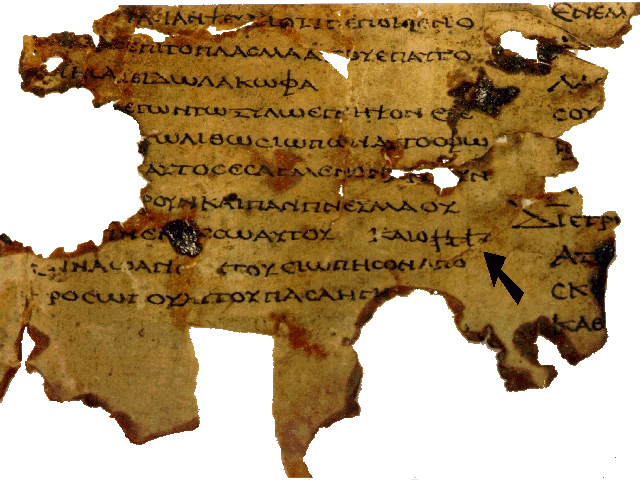
Imię pisane literami paleohebrajskimi na rękopisie 8HevXII a (LXXVTS 10a)

#### Występowanie tetragramu
W zachowanych fragmentach Septuaginty powstałych do II wieku n.e. pojawiają się zapisy tetragramu jako Ἰαῶ (4Q120), pisane literami kwadratowymi (Papirus Fouad 266b), literami paleohebrajskimi (8HevXII a, 8HevXII b, Papirus Oxyrhynchus 3522). W pozostałych kopiach – ze względu na puste przestrzenie międzywyrazowe zostawione przez kopistów albo niezachowany tekst – trudno ustalić, jaka wersja tetragramu się w nich znajdowała (Papirus Rylandsa 458, 4Q122, 4Q119, Papirus Fouad 266a, Papirus Fouad 266c, 7Q1, 4Q121, Papirus Oxyrhynchus 5101).
W większości kopii Septuaginty datowanych na II i III wiek n.e., zamieniono tetragram na kyrios pisane jako nomina sacra. W kilku przypadkach pisano theos jako nomina sacra (Papirus Vindobonensis Greek 26035B, Papirus Amherst 1, Papirus Oxyrhynchus 1167, Papirus Elangen 2). W dwóch wypadkach – w postaci liter paleohebrajskich (Papirus Vindobonensis Graecus 39777, Codeks Cambridge), a w Papirus Oxyrhynchus 1007 – jako dwie litery jod.
W kompletnych wersjach Septuaginty, pochodzących z IV i V wieku n.e., tetragram zastąpiono słowem kyrios lub ho kyrios, czasami theos oraz kyrios ho theos.

#### Imię Boże w pierwotnym tekście Septuaginty
Do lat 40. XX wieku panowała powszechna opinia, że we najwcześniejszych kopiach Septuaginty zamieniano tetragram na kyrios. Wolf Wilhelm Friedrich von Baudissin w swojej 4 tomowej pracy Kyrios als Gottesname im Judentum und seine Stelle in der Religionsgeschichte uznał, że kyrios bez rodzajnika występowało wszędzie tam, gdzie w tekście hebrajskim widniał tetragram. Być może miało to wpływ na późniejszą praktykę czytania w synagogach tetragramu jako Adonaj.
Odkrycie wczesnych kopii Septuaginty zakwestionowało powyższy pogląd. W 1944 roku W.G. Waddell opublikował Papirus Fouad 266, w którego tekście występował tetragram, a nie kyrios. Paul Kahle zbadał dostępne przedchrześcijańskie kopie Septuaginty, wersje Akwilii, Symmachusa oraz świadectwa Orygenesa i Hieronima i stwierdził, że w pierwotnym tekście Septuaginty występował tetragram pisany literami paleohebrajskimi lub aramejskimi. Późniejsze pojawienie się kyrios było efektem pracy chrześcijańskich kopistów. Niektórzy uczeni przychylili się do tych wniosków, a Elias Bickerman posunął się wręcz do stwierdzenia: „Hipoteza Baudissina została obalona bez możliwości odwołania”.
Albert Pietersma w artykule napisanym w 1984 roku twierdzi, że zwolennicy pierwszeństwa tetragramu przed kyrios zbyt szybko uznali tę tezę za prawdziwą. Podał dwa argumenty przeciwko niej: 
1. Teksty, na których opierają się zwolennicy pierwszeństwa tetragramu, noszą ślady poprawek zbliżających je do tekstu hebrajskiego. Wstawianie tetragramu miało więc charakter wtórny i prawdopodobnie świadczyło o pewnym niezadowoleniu z wcześniejszych przedstawień imienia w greckich rękopisach biblijnych.
2. Dowody wewnątrz tekstu Septuaginty wskazują na to, że późniejsi kopiści wstawili tetragram w miejsce kyrios. Na przykład w Septuagincie unikano powtórzenia kyrios kyrios, gdy w tekście hebrajskim występowało połączenie adonaj jhwh, Pan jhwh (np. Rodzaju 15:3; 15:8; Wyjścia 23:17; 34:23; Jeremiasza 1:6; 1:24; 3:1; 4:10; 10:33). Wskazuje to na świadomą decyzję tłumaczy, a nie na mechaniczne zamienianie tetragramu na kyrios[71].

Niektórzy uczeni uzupełnili wnioski Pietersmy. Martin Rösel powołał się na tekst z Księgi Kapłańskiej 24:16: „Skoro wymówił imię Pana, musi umrzeć”. Według Rösela niemożliwe, żeby tłumacz Septuaginty w tak dosadnym nakazie umieścił imię Boże w postaci tetragramu. Zauważył też konsekwentne stosowanie ho Theos w odniesieniu do potężnych czynów Boga, a Kyrios – do okazywania współczucia wobec Izraela, co sugeruje świadomą decyzję tłumacza. Powołuje się też na obecność kyrios w księgach deuterokanonicznych oraz na fragment Listu Arysteasza, cytujący Księgę Powtórzonego Prawa 7:18 w wersji Septuaginty.
Inni uczeni uważają, że tetragram w pierwotnym tekście Septuaginty transkrybowano jako Ἰαῶ. Jedynym świadectwem występowania tej praktyki jest rękopis 4Q120. Hartmut Stegemann na podstawie analizy tego rękopisu wysnuł cztery wnioski: 
1. Ἰαῶ jest zapisem fonetycznym;
2. Ἰαῶ było najwyraźniej odwzorowaniem wymowy tetragramu w egipskim judaizmie;
3. Ἰαῶ użyto co najmniej w Torze, a może i w księgach prorockich;
4. Zwyczaj ten kontynuowano do pierwszej połowy II wieku p.n.e., kiedy został zastąpiony praktyką używania hebrajskich liter do pisowni tetragramu[74].

Patrick Skehan próbował prześledzić proces przedstawiania tetragramu w Septuagincie. Według niego miał on cztery etapy:
1. Transkrybowanie tetragramu jako Ἰαῶ, o czym świadczy: obecność Ἰαῶ w manuskrypcie 4Q120, w dziele Diodori Bibliotheca Historica Diodora Sycylijskiego, w komentarzu Orygenesa do Ewangelii Jana 1:1, w marginaliach do Księgi Ezechiela 1:2; 11:2 w kodeksie Marchalianus, jako cząstka imion wymienionych w papirusie Oxyrhynchus 2745 (8 przykładów) oraz w papirusie publikowanym przez Adolfa Deissmana (10 przykładów), obecność formy Jaho w komentarzu Hieronima do Psalmu 8:2;
2. Pisownia tetragramu aramejskimi literami, co poświadcza: zapis w papirusie Fouad 266, w Ambrosiano O 39 sup., nawiązanie przez Hieronima do praktyki zamiany tetragramu na formę ΠΙΠΙ (PIPI) – Taylor-Schechter 12.182, forma pypy w Syro-heksapli, forma Popi w Gemarze traktatu Nedarim XI,1;
3. Pisownia tetragramu literami paleohebrajskimi, co poświadcza: rękopis Proroków Mniejszych skatalogowany jako 8HevXII a oraz 8HevXII b, w Papirus Vindobonensis Graecus 39777, w Kodeksie Cambridge, w Papirus Oxyrhynchus 1007, którym tetragram przedstawiono jako dwie paleohebrajskie litery jod, oraz wzmianki u Orygenesa i Hieronima o pisaniu tetragramu najdawniejszymi literami (Orygenes, Komentarz do Psalmu 2:2; Hieronim, Prologus galeatus);
4. Pisownia tetragramu jako kyrios w chrześcijańskich kopiach Septuaginty.

Kristin De Troyer uważa, że to raczej theos było pierwotnym zamiennikiem tetragramu. Zauważyła, że w papirusie Oxyrhynchus 656, datowanym na III wiek p.n.e., kopista wpisał theos w miejsce, gdzie tekst hebrajski miał tetragram. Inne miejsca z pierwotnym theos to: fragment z Księgi Rodzaju w Fouad 266a, fragment z Księgi Powtórzonego Prawa w Fouad 266c; Papirus Oxyrhynchus 4443 z grecką wersją Księgi Estery.
Robert Wilkinson opowiada się za różnorodnością w sposobie zapisu tetragramu. Skoro mamy niewielką liczbę dowodów na używanie którejś formy tetragramu oraz trudności z precyzyjnym datowaniem rękopisów, lepiej przyjąć, że różne grupy przepisywaczy stosowały własne sposoby pisania tetragramu, nawet w tym samym okresie.

### Rękopisy z Qumran

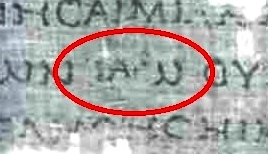
Imię Boże zapisane jako Iao na greckim zwoju 4Q120 z Qumran

Społeczność z Qumran otaczała imię Boga czcią i szacunkiem. W Regule Błogosławieństw powiedziano: „Niech cię ustanowi diademem Najświętszego, gdyż uświęcasz go i czcisz jego święte imię i jego świętych” (4, 28). W innym tekście napisano: „Niech błogosławione będzie twoje imię, łaskawy Boże (…) My zaś, twój święty lud, będziemy chwalić twe imię za twe prawdziwe dzieła” (Reguła Wojny 14:8, 12). Zgodnie z Dokumentem Damasceńskim prawi „zobaczą jego zbawienie, gdyż schronili się w jego świętym imieniu” (4Q265 20, 34). Inny tekst opisuje członków społeczności jako tych, którzy są „nazywani jego świętym imieniem” (4Q418 81, 12).
W odkrytych biblijnych i pozabiblijnych rękopisach qumrańskich można zauważyć kilka sposobów szczególnego traktowania imienia Boga:
- Zapis literami paleohebrajskimi (np.: 11Q5; 1QpHab);
- Zapis pismem kwadratowym (np.: 1QIzajasza3; 11Q19). W niektórych rękopisach z grot I oraz IV tetragram pisano czerwonym atramentem.
- Zastępowanie czterema kropkami lub kreskami, tzw. tetrapuncta (np.: 1QIsaa 33, 7, 35, 15);
- W niektórych miejscach nie pisano JHWH, a odpowiednio zmieniano formę czasownika, lub dodawano przyrostek, aby czytelnik mógł się zorientować, że jest mowa o Bogu (np. „jego” w 1QS 8, 13 czy w 4Q511 10, 12);
- Zastępowanie słowem ’Elohim (np. 4Q375) czy ’El (np.: 11Q13 Melchizedek 4, 11). W niektórych rękopisach zapisano je pismem paleohebrajskim (np. 6Q15 3, 5);
- Zastępowanie słowem Adonaj (np.: 1QH 7, 28; 1QIsaa) lub Adon (1QH 10, 8). W innych miejscach można zaobserwować odwrotną praktykę (np.: 4Q111; 4Q174);
- Stosowanie parafrazy, np. „najchwalebniejsze imię” (1QS 6, 27);
- Zostawianie pustych miejsc w celu późniejszego wpisania tetragramu literami paleohebrajskimi (np.: 11Q5 3, 4).

Powyższe sposoby zapisu JHWH wcale nie muszą świadczyć, że wśród tamtejszej społeczności głośno wypowiadano imię Boga. Niektórzy uczeni twierdzą, że zastępowanie imienia czterema kropkami lub kreskami miało na celu ostrzeżenie przed wymówieniem imienia Bożego. Poza tym w zaleceniu zapisanym w Regule Zrzeszenia czytamy: „Kto wspomni najchwalebniejsze imię, będące ponad wszystko […]” (6, 27). Tekst co prawda w tym miejscu się urywa, ale kontekst wskazuje, że osoba, która wymawiała owo imię, miała być „wyłączona” ze zrzeszenia.

### Nowy Testament

#### Tetragram w tekście Nowego Testamentu
W żadnym z dostępnych manuskryptów Nowego Testamentu nie ma tetragramu. W czterech miejscach występuje imię Boże w skróconej formie Jah w słowie Hallelujah (Apokalipsa 19:1, 3, 4, 6).

#### Tezy George’a Howarda
Profesor George E. Howard, wykładowca religioznawstwa i języka hebrajskiego na University of Georgia w Athens (Stany Zjednoczone), uważa, że pisarze Nowego Testamentu zachowywali tetragram w cytatach z Biblii hebrajskiej. Przemawia za tym fakt, że w niektórych przedchrześcijańskich rękopisach Septuaginty, Żydzi mieli zwyczaj pisać imię Boże literami paleohebrajskimi albo aramejskimi literami kwadratowymi, albo transliterowali je na Jao. Widać to w następujących rękopisach: Papirus Fouad 266, 8HevXII a, 4Q120 oraz w przekładach Akwili, Teodocjona oraz Symmachusa.
Howard próbuje też wyjaśnić, dlaczego w późniejszych kopiach pism Nowego Testamentu pojawiają się w miejsce tetragramu skrócone postaci słów kyrios oraz theos, tzw. nomina sacra. Chrześcijanie pochodzenia żydowskiego otaczali szacunkiem imię Boże, więc mało prawdopodobne wydaje się, że mogli je usuwać ze sporządzanych przez siebie kopii pism. Świadczyć może o tym fragment z traktatu Szabbat, w którym poruszono problem niszczenia ksiąg heretyków – minim – ze znajdującymi się w nich tetragramami (XIII, 5). Sugeruje to, że chrześcijanie pochodzenia żydowskiego nie tłumaczyli tetragramu na język grecki. Zamiana tetragramu na nomina sacra prawdopodobnie była więc efektem pracy chrześcijańskich kopistów pochodzenia pogańskiego. Nie znali oni języka hebrajskiego, więc trudno było im napisać hebrajskie litery tetragramu. Postanowili więc zastosować skrócone ΚΣ (κυριος – Pan) oraz ΘΣ (θεος – Bóg), upodobniając je w ten sposób do oryginalnej bezsamogłoskowej pisowni tetragramu. Gdy coraz więcej pogan nawracało się na chrześcijaństwo, malała motywacja do zachowywania imienia Boga i w chrześcijańskich kopiach Septuaginty zastępowano go słowami kyrios i theos. Zaczęto również usuwać tetragram z cytatów z Biblii hebrajskiej znajdujących się w pismach Nowego Testamentu, a zastępować je zamiennikami. Według Howarda niektóre teksty Nowego Testamentu stały się w ten sposób dwuznaczne i zacierały oryginalne rozróżnienie Pana Boga i Chrystusa Pana (np. Marka 1,3 czy w 1 Koryntian 1, 31). Nie wiadomo, czy i jaki wpływ miała ta praktyka na późniejsze dyskusje trynitarne.

#### Polemika z tezami Howarda
Dokładne przeanalizowanie tekstów znad Morza Martwego pokazuje, że nie we wszystkich miejscach pisano tetragram. Stosowano różne jego zamienniki takie jak: el, elohim, adonaj czy szaddaj. Zachowały się również świadectwa o głośnym wymawianiu adonaj zamiast tetragramu. W Wielkim Zwoju Izajasza w wersecie 3,17 kopista najpierw napisał adoni, a następnie u góry wpisał tetragram, natomiast w 3, 18 napisał odwrotnie. Orygenes potwierdził istnienie praktyki wymawiania adonaj zamiast tetragramu w komentarzu do Psalmu 2, 2. Poza tym Żydzi w mieszanej społeczności mogli nie tolerować głośne wymawianie tetragramu z obawy przed skalaniem przez pogan. Świadczyć o tym może wzmianka u zachowującego tradycje żydowskie Józefa Flawiusza, który w komentarzu do opisu objawienia przez Boga swojego imienia Mojżeszowi, napisał: „I wyjawił mu Bóg swoje imię, którego dotąd nie znał żaden człowiek; tego imienia nie wolno mi tu podać”.
Inny argument pochodzi z pism Filona z Aleksandrii. Filon w cytatach z Biblii hebrajskiej pisał kyrios w miejscach, gdzie w tekście hebrajskim widniał tetragram. Są dwa możliwe wyjaśnienia tego zjawiska: Albo w tekście, z którego czerpał cytaty, nie było tetragramu, albo korzystał z tekstów, w których widniał tetragram pisany paleohebrajskimi lub aramejskimi literami, ale zgodnie z ówczesnym zwyczajem zamieniał na kyrios.
W języku aramejskim I wieku używano słowa Pan w odniesieniu do Boga. Na przykład w targumie do Księgi Hioba, znalezionym w 11 grocie w Qumran, Boga określono aramejskim słowem Marja (Pan). Przypuszczalnie takie użycie mogło ułatwić pierwszym chrześcijanom zastosowanie tego terminu do Chrystusa. Sugeruje też, że początek używania słowa kyrios należy umieścić w I wieku n.e. w czasie formułowania się chrześcijaństwa.
Wzięcie pod uwagę nowych badań dotyczących relacji między pierwszymi chrześcijanami a Żydami, stawia pod znakiem zapytania sformułowaną przez Howarda genezę unikania wymawiania tetragramu. Chrześcijanie po roku 70 n.e. za wszelką cenę starali się dystansować od Żydów. Najwyraźniej nie chcieli być oskarżeni o sprzyjanie żydowskim buntownikom. Być może uznali, że ochroni ich przed tym: a) powoływanie się na imię Jezusa oraz unikanie wymawiania imienia żydowskiego Boga; b) sporządzanie istotnych pism w języku greckim, a nie hebrajskim, czy aramejskim. W późniejszych czasach rozwinęła się tradycja redagowania pism wymierzonych przeciwko Żydom (np. Adversus Judaeos Jana Chryzostoma). Niektórzy również całkowicie odrzucali nauki Starego Testamentu. Na przykład Marcjon nie podzielał poglądu jakoby Bóg ze Starego Testamentu był Ojcem Jezusa Chrystusa oraz nie uznawał Starego Testamentu za część Pisma Świętego.

### Ojcowie Kościoła
Poniżej zaprezentowano formy transkrypcji tetragramu u greckich i łacińskich pisarzy. Greckie b jest fonetycznym odpowiednikiem hebrajskiego waw: 
- Ireneusz z Lyonu: Jaoth[87]; Jao[88].
- Tertulian: Jao; Ja[89].
- Klemens Aleksandryjski: Jaoue albo Jaou[90]
- Orygenes: Jao[91], Jae[92].
- Bazyli Wielki: Jao[93].
- Ewagriusz z Pontu: Jeua. Tetragram zapisywał jako ΠΙΠΙ (PIPI)[94].
- Epifaniusz z Salaminy: Jabe[95], Jao[96].
- Euzebiusz z Cezarei: Jeuo[97], Jeou[98], Jao[99]. W dziele Praeparatio Evangelica wspominał o 7 głoskach, które składają się na wymowę tetragramu[100].
- Hieronim ze Strydonu: Jao[101]; Jaho[102]. W jednym z listów napisał, że niektórzy widząc tetragram w książkach greckich czytali go zwykle ΠΙΠΙ (PIPI)[103].
- Teodoret z Cyru: Jabai[104], Jabe; Ja[105]; Jao[106].
- Sewer z Antiochii: Joa[107].
- Anastazy z Synaju: Jabes, Aia[108].
- Jakub z Edessy: Jehieh[109].

### Przekłady starożytne
Przekłady starosyryjskie oraz Peszitta nigdy nie podają pełnego imienia Bożego. Oddają je w formie Mar-Jah („Pan Jah”), zachowując pierwszą sylabę. W Księdze Wyjścia 15,2 Peszitta stosuje skróconą formę Jah.
Przekłady starołacińskie (Vetus Latina) opierały się na Septuagincie i dlatego we wszystkich miejscach imię Boga zastępują wyrazami Dominus (Pan) oraz Deus (Bóg). Tradycję tę podtrzymała Wulgata, która do połowy XX wieku była podstawą katolickich tłumaczeń Pisma Świętego.
Powstałe w średniowieczu przekłady Nowego Testamentu na język hebrajski w niektórych miejscach zawierały imię Boże w formie tetragramu. Najstarszym takim przekładem jest Ewangelia Mateusza z dzieła Szem Toba pochodząca z końca XIV wieku, która zawiera substytut imienia Bożego w 20 miejscach.

### Kabała
Według kabalistów tetragram jest niewymawialnym imieniem, od którego pochodzą inne określenia Boga. Służą one jako środek pomocny w osiągnięciu stanu mistycznego.
W gematrii prostej tetragram (lub: szem ha-meforasz, szem hawaja, midat ha-chesed albo midat ha-rachamim) ma wartość liczbową 26 (10 + 5 + 6 + 5).
Imię Boże znano też pod postacią 12 (według traktatu Kidduszin 71a), 42 (od początkowych 42 liter Tory) i 72 liter (od trzech wersetów Księgi Wyjścia 14, 19–21). W dziele Sefer Raziel (XIII wiek, znane pod nazwami Sefer ha-Raziel, Sefer Reziel, Sepher Rezial Hemelach oraz Raziel ha-Malach) pojawia się jako 22-literowe.

## Wymowa

### Zakaz wymawiania
Wydaje się, że w czasach przed i po niewoli w Babilonie swobodnie używano imienia Bożego. Ograniczenia wymowy prawdopodobnie pojawiły się za czasów Antiocha IV Epifanesa. W traktacie Rosz ha-Szana podano, że Grecy wydali dekret zakazujący wymawiania imienia Boga. Gdy zostali pokonani przez Hasmoneuszy, zakaz ten zniesiono. Ustanowiono nowy przepis, który udzielał pozwolenia na użycie imienia Boga nawet w spisanych umowach handlowych. Rabini zaprotestowali, argumentując: „A jak jutro dłużnik spłaci swój dług, to umowa zostanie wyrzucona na śmietnik i przez to zbezczeszczone zostanie imię Boga?”. Dlatego przestano używać imienia Boga w spisanych umowach (Rosz ha-Szana 18b).
Wraz z upływem czasu coraz bardziej ograniczano wymowę imienia. Za czasów Szymona Sprawiedliwego arcykapłan przestał używać imienia podczas wypowiadania błogosławieństw (Joma 49b). Używano imienia tak, jak jest napisane tylko w obrębie świątyni, natomiast na prowincji jego zamiennika – Adonaj (Sota 7:6). Pod koniec istnienia Drugiej Świątyni nawet kapłani zaczęli niewyraźnie wypowiadać imię Boże. Świadczy o tym relacja rabina Tarfona. W latach swej młodości poszedł razem z wujem do świątyni, zbliżył się „do podium i wytężył słuch, aby uchwycić słowa arcykapłana. Posłyszał tylko, że Imię wymówiono tak, że zagłuszył je śpiew pozostałych kapłanów” (Kidduszin 71a). O używaniu imienia w świątyni, nawet podczas pozdrawiania, Miszna mówiła: „I nakazali, że człowiek ma witać bliźniego Imieniem, jako napisane jest, I oto sam Boaz przybył z Betlejem i pozdrowił żniwiarzy, mówiąc: Imię niech będzie z wami! A oni odpowiedzieli: Imię niech cię błogosławi!” (Berachot 9.5).
Inne teksty kategorycznie zakazują wymawiania imienia Boga. Imię Boże nie mogło być wypowiadane w sądzie przez świadka (Sanhendrin 7.5). Ci, którzy wymawiają Imię według jego liter, nie będą mieć działu w przyszłym świecie (Sanhendrin 10.1). Ponadto jedynie zaufani uczniowie mogli przekazywać tetragram – raz lub dwa razy na siedem lat (Kidduszin 71a). Ograniczono używanie tetragramu wśród uczonych. Dopiero w przyszłym świecie będzie można to czynić bez przeszkód (Pesachim 50a). Rabbi Chanina ben Teradion został spalony na stosie w czasie powstania Bar-Kochby z powodu publicznego wymawiania imienia bez żadnej przyczyny (Awoda zara 17b).
W innym miejscu natomiast zasugerowano, że można było wymawiać tetragram z wyraźnych powodów: „Co oznacza werset: A wam, bojącym się mego imienia, zaświeci słońce prawości? Chodzi o osoby, które boją się wypowiadać imię Boże bez wyraźnego powodu” (Nedarim 8b).

### Notacja samogłoskowa
Masoreci opatrywali tetragram znakami samogłoskowymi innych słów, aby pokazać jakie słowo należało czytać w miejsce tetragramu. Kodeks Leningradzki i Kodeks z Aleppo zazwyczaj umieszczał pod literami tetragramu znaki samogłoskowe aramejskiego słowa Szema. Zdarzają się też inne odczytania. W miejscu, gdzie tetragram stoi przy Adonaj, użyto znaków samogłoskowych słowa Elohim (305 wypadków), prawdopodobnie w celu uniknięcia zdublowania wokalizacji. W niektórych miejscach Kodeksu Leningradzkiego dano znaki samogłoskowe słowa Adonaj zamiast Szema (na przykład w Wyjścia 3:2). Niektórzy wnioskują z tego, że masoreci zaznaczali tetragram samogłoskami słowa Szema, ale odczytywano jako Adonaj, aby uniemożliwić wymowę tetragramu.

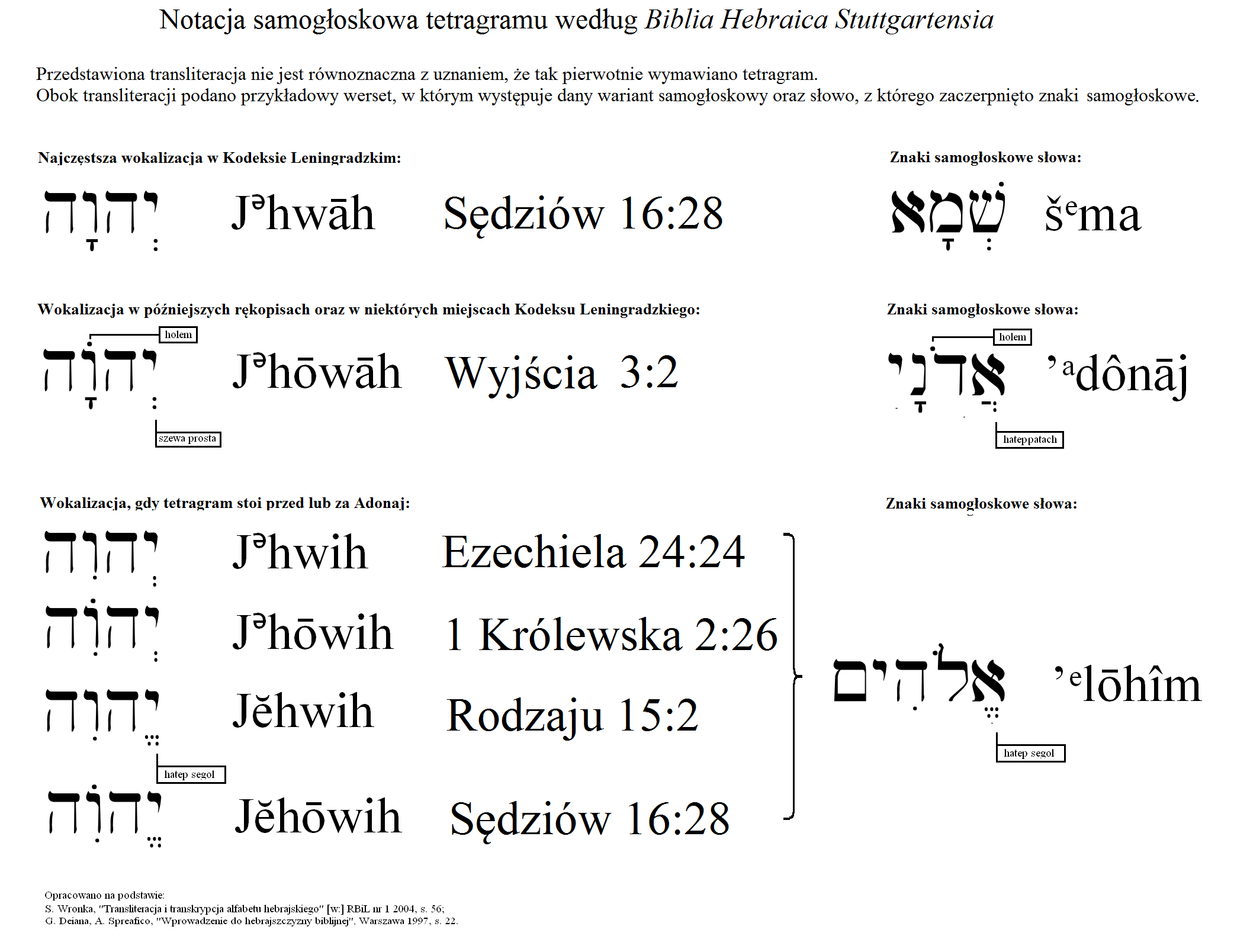

### Odczyt

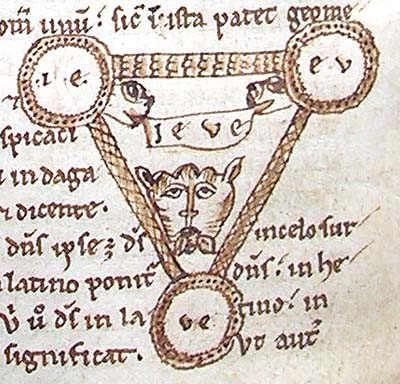
Diagram przedstawiający Trójcę Świętą z XII-wiecznego manuskryptu traktatu Piotra Alfonsa Dialogi Contra Iudaeos, z imieniem Bożym zapisanym w formie Ieve

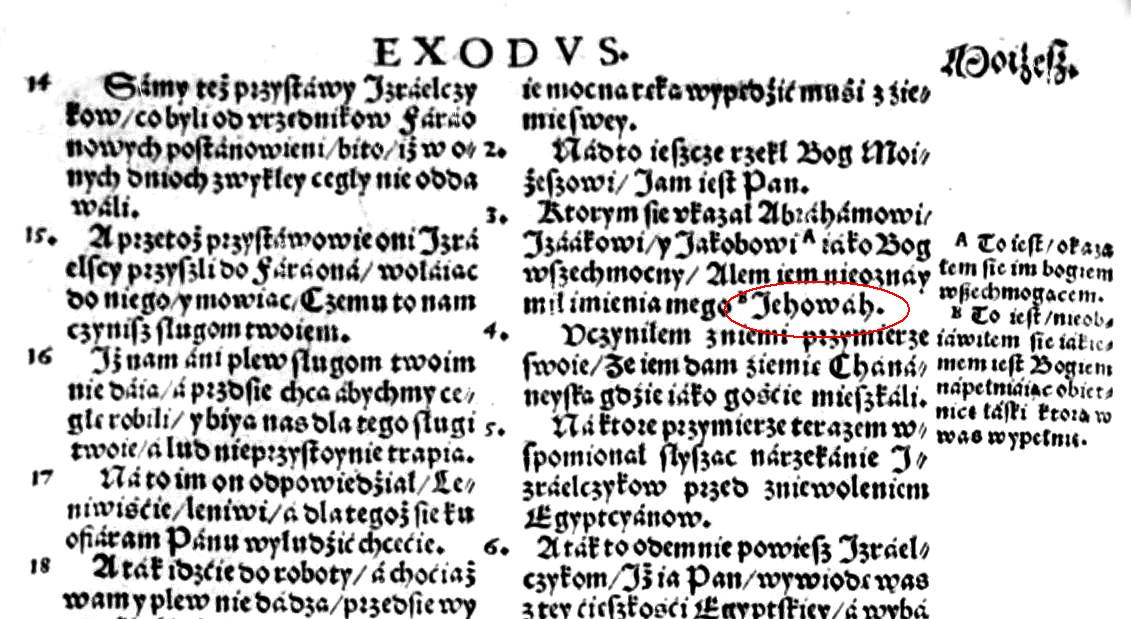
Fragment Biblii brzeskiej (1563), z tetragramem w Wj 6:3 oddanym jako Jehowah

Do dzisiaj nie jest znana prawidłowa wymowa tetragramu. Większość współczesnych uczonych opowiada się za formą Jahwe. Uważają formę Jehowa za efekt niewłaściwej interpretacji funkcji znaków samogłoskowych wstawionych przez masoretów. Pojawiały się na przestrzeni wieków inne propozycje wymowy tetragramu.
Piotr Alfons, żyjący na przełomie XI i XII wieku Żyd nawrócony na chrześcijaństwo, w swoim antyjudaistycznym traktacie Dialogi contra Iudaeos zapisał tetragram jako Ieve. Próbował dowieść, że w literach tetragramu można dostrzec trzy osoby Trójcy. Podobny tok rozumowania, wraz z formą Ieve, przejął Joachim z Fiore.
Niektórzy uważają, że forma Jehowa (jako łacińskie Iehoua) po raz pierwszy w formie pisanej pojawiła się w dziele franciszkanina Petrusa Galatinusa, które zostało wydane w 1518 roku. Inni twierdzą, że ta forma znana była co najmniej od roku 1100. Na przykład około 1270 roku w łacińsko-hebrajskim dziele broniącym katolicyzmu przed judaizmem zatytułowanym Pugio fidei, napisanym przez dominikanina Raymundusa Martiniego, imię występuje w formie Johouah (w późniejszych przedrukach jako Jehova). Powstałe w 1303 roku dzieło Victora Porcheta Victoria Porcheti adversus impios Hebraeos konsekwentnie stosowało zapis Jod, He, Vau, He, dwukrotnie Jehova, jeden raz Johovha. W wieku XVI, w dobie rozwoju Reformacji i protestantyzmu, upowszechnił się łaciński zapis Iehovah (stąd bezpośrednio polskie „Jehowa”). Wielu ówczesnych uczonych, m.in. Nicholas Fuller (1612), Thomas Gataker (1645), Johannes Leusden (1657), opowiadało się za tą formą. Pod koniec XVIII i na początku XIX wieku bronili jej m.in. Joannis Davidis Michaelis, Rudolph Stier oraz Hermann Gustav Hoelemann. Uczony George F. Moore przyznaje, że obrońcy formy Jehowa posługiwali się słabymi argumentami, a na ich korzyść przemawiało zwyczajowe używanie tej formy.

Punktacja samogłoskowa zaproponowana przez Geseniusa

Formę Jehowa zaczęto podawać w wątpliwość już w XVI wieku. Gilbertus Genebrardus w 1567 roku zaproponował formę Ihué oraz Iahué, opierając się na zapisie Iabe u Teodoreta oraz krótkiej formie Jah. W 1604 roku Drusius opublikował dzieło Tetragrammaton, w którym sugerował wymowę Jahvoh. Opowiadała się za nią większość ówczesnych uczonych. Arias Montanus oraz Cornelius z Lapidy proponowali wymowę Jeveh. Spotkać można również propozycję Jehveh.
Niektórzy szesnastowieczni uczeni doszli do wniosku, że znaki samogłoskowe tetragramu pochodzą od słowa Adonaj. Zasugerował to na przykład Joannes Mercerus (zaproponował formę Jeheveh) czy Arias Montanas. Roberto Bellarmino w swoim słowniku zapewnia, że prawdziwa wymowa pozostaje nieznana, a samogłoski wstawiane do tetragramu należą do słowa Adonaj, i w związku z tym nie powinno się ich wymawiać jako Iehoua.
Pod koniec XVIII wieku John Simon zaproponował w swym leksykonie „Lexicon Manuale Hebraico-Chaldaicum Latinitate donatum” (III wydanie 1793), punktację יַהְוֶה. Na początku XIX wieku Wilhelm Gesenius zastosował ją w swoim leksykonie, wydanym w 1815 roku (i w kolejnych edycjach). Propozycja bazowała na greckich transkrypcjach, takich jak ιαβε, pochodzących z I wieku, oraz na imionach teoforycznych. Gesenius szczególną wartość nadaje samarytańskiej wymowie Imienia, przekazanej przez Teodoreta (Ιαβε). Większość współczesnych biblistów akceptuje propozycję Geseniusa i traktuje ją jako najbardziej prawdopodobną.
Niektóre opracowania podają, że formę wymowy tetragramu jako Jahwe po raz pierwszy podał Heinrich Ewald. Porównanie dat wydania jego dzieł (pierwsze „Die Komposition der Genesis” z 1823 roku) z datami opublikowania prac Simona (III wydanie z 1793) i Geseniusa (I wydanie z 1815) pozwala na skorygowanie tego twierdzenia.

## Przekłady nowożytne

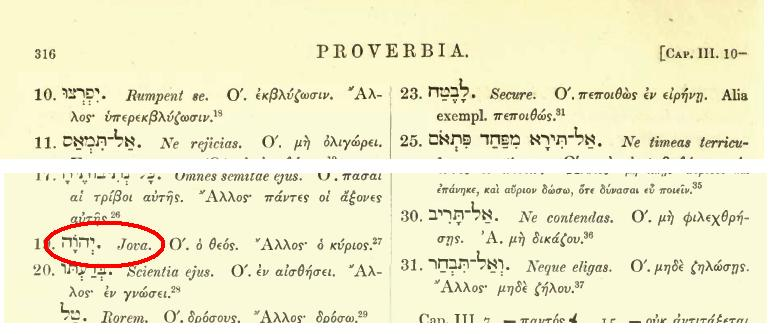
Tetragram przełożony na łacinę jako Jova, Origenis Hexaplorum w opracowaniu Fredericka Fieldsa, 1875

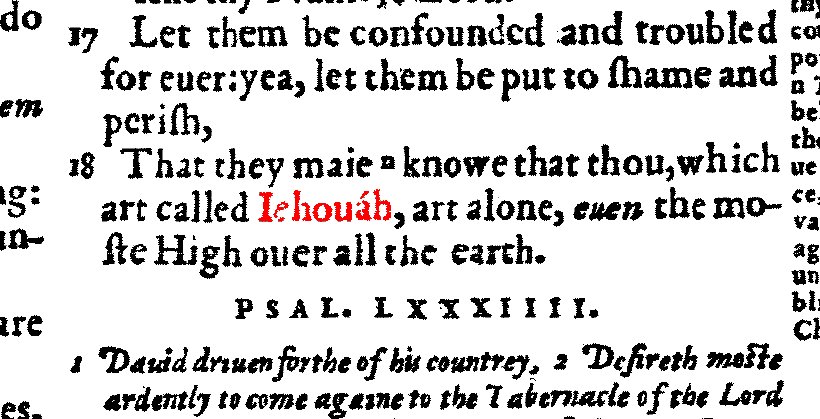
Imię Boże przełożone jako Iehouáh w psalmie 83,18 według przekładu Biblii genewskiej, 1560

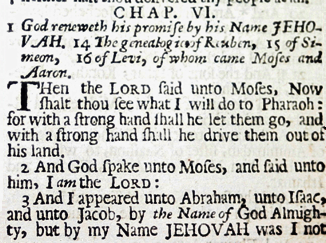
Imię Boże przełożone jako JEHOVAH w Wj 6,3 według przekładu Biblii króla Jakuba (1611), wydanie z 1671

Używanie imienia Bożego w ważniejszych przekładach na niektóre języki europejskie
| Przekład                                     | Data powstania | Podstawa tłumaczenia Starego Testamentu      | Podstawa tłumaczenia Nowego Testamentu       | Jak przetłumaczono tetragram | Uwagi |
| łacina                                       |                |                                              |                                              |                              | |
| -------------------------------------------- | -------------- | -------------------------------------------- | -------------------------------------------- | ---------------------------- | --- |
| Neowulgata I wyd.                            | 1979           | Wulgata                                      | Wulgata                                      | Dominus (kilka razy Iahveh)  | Wj 3:15, 6:3, 15:3, 17:15; w wydaniu II tylko Dominus                                                                 |
| angielski                                    |                |                                              |                                              |                              | |
| Rheims-Douay                                 | 1582–1610      | Wulgata                                      | Wulgata                                      | Lord (2x ADONAI)             | |
| Biblia króla Jakuba                          | 1611           | TM                                           | Textus receptus                              | LORD (4 razy JEHOVAH)        | Wj 6:3, Ps 83:18, Iz 12:2, 26:4                                                                                       |
| Young                                        | 1862–1898      | TM                                           | Textus receptus                              | Jehovah                      | |
| English Revised                              | 1881–1895      | TM                                           | Westcott i Hort                              | LORD (kilka razy Jehovah)    | |
| Emphasised Bible                             | 1878–1902      | TM                                           | Westcott i Hort                              | Yahweh                       | |
| American Standart                            | 1901           | TM                                           | Westcott i Hort                              | Jehovah                      | |
| An American Translation                      | 1923–1939      | TM                                           | Westcott i Hort                              | LORD (kilka razy Yahweh)     | |
| Revised Standard                             | 1946–1952      | TM                                           | Westcott i Hort, Nestle                      | LORD                         | |
| New English Bible                            | 1961–1970      | TM (BHK)                                     | dobierany przez tłumaczy                     | LORD (kilka razy Jehovah)    | |
| Today’s English Version                      | 1966–1976      | TM (BHK)                                     | UBS                                          | LORD                         | |
| New King James Bible                         | 1979–1982      | TM (BHS)                                     | tekst większościowy                          | LORD (kilka razy YAH)        | |
| New Jerusalem Bible                          | 1985           | TM                                           | grecki                                       | Yahweh                       | |
| New World Translation of the Holy Scriptures | 1984           | BHK                                          | Westcott i Hort                              | Jehovah                      | 6973 razy w Biblii hebrajskiej oraz 237 w Nowym Testamencie.                                                          |
| niemiecki                                    |                |                                              |                                              |                              | |
| Biblia zuryska                               | 1531           | TM                                           | grecki                                       | HERR                         | |
| Biblia Lutra                                 | 1534           | TM                                           | Textus receptus                              | HERR                         | |
| Elberfelder Bibel                            | 1855, 1871     | TM                                           | Textus receptus                              | Jehova                       | |
| Menge-Bibel                                  | 1926           | TM                                           | grecki                                       | HERR                         | |
| Bibel in heutigen Deutsch                    | 1967           | TM (BHS)                                     | NA, UBS                                      | Herr                         | |
| Einheitsübersetzung                          | 1972, 1974     | TM                                           | grecki                                       | Herr, Jahwe                  | w 133 miejscach |
| Revidierte Elberfelder                       | 1975, 1985     | TM                                           | grecki                                       | HERR, Jahwe                  | |
| Neue evangelistische Übersetzung             | 2009           |                                              |                                              | Jahwe                        | |
| francuski                                    |                |                                              |                                              |                              | |
| Bible d’Olivétan                             | 1535           | TM                                           | tekst Erazma                                 | L'Éternel                    | kilka razy Jéhovah |
| Darby                                        | 1859, 1885     | TM                                           | grecki                                       | Eternel                      | |
| Crampon                                      | 1894–1904      | TM                                           | Merk                                         | Jéhovah                      | |
| Jérusalem                                    | 1948–1954      | Wulgata, hebrajski                           | Wulgata, grecki                              | Yahvé                        | |
| TOB                                          | 1971–1975      | TM (BHS)                                     | Nestle, UBS                                  | Seigneur                     | przekład ekumeniczny                                                                                                  |
| Osty                                         | 1973           | TM                                           | grecki                                       | Yahvé                        | |
| Segond (wyd. zrewidowane)                    | 1978           | TM (BHS)                                     | Nestle, Black, Metzger, Wikgren              | Eternel                      | |
| Français courant                             | 1982           | TM (BHS)                                     | Nestle, UBS                                  | Seigneur                     | |
| hiszpański                                   |                |                                              |                                              |                              | |
| Reina-Valera                                 | 1602           | TM                                           | Textus receptus                              | Jehová                       | |
| Moderna                                      | 1893           | TM                                           | Scrivener                                    | Jehová                       | |
| Nácar-Colunga                                | 1944           | TM                                           | grecki                                       | Yavé                         | |
| Evaristo Martín Nieto                        | 1964           | TM                                           | grecki                                       | Yavé                         | |
| Serafín de Ausejo                            | 1965           | TM (BHK)                                     | NA                                           | Yahvéh, Señor                | |
| Biblia de Jerusalén                          | 1967           | TM                                           | grecki                                       | Yahveh                       | |
| Cantera-Iglesias                             | 1975           | TM (BHK)                                     | grecki                                       | Yahveh                       | |
| Nueva Biblia Española                        | 1975           | TM                                           | grecki                                       | Señor                        | |
| portugalski                                  |                |                                              |                                              |                              | |
| Almeida                                      | 1681–1751      | TM                                           | Textus receptus                              | Jehovah                      | |
| Figueiredo                                   | 1778–1790      | Wulgata                                      | Wulgata                                      | Senhor                       | |
| Matos Soares                                 | 1927–1930      | Wulgata                                      | Wulgata                                      | Senhor                       | |
| Pontifício Instituto Bíblico                 | 1967           | TM                                           | Merk                                         | Javé                         | |
| Jerusalém                                    | 1976, 1981     | TM                                           | grecki                                       | Iahweh                       | |
| włoski                                       |                |                                              |                                              |                              | |
| Brucioli                                     | 1532           | TM                                           | grecki                                       | Signore                      | kilka razy Adonai |
| Diodati                                      | 1607, 1641     | TM                                           | grecki                                       | Signore                      | |
| Riveduta                                     | 1925           | TM                                           | grecki                                       | Eterno                       | |
| Pontificio Istituto Biblico                  | 1923–1958      | TM                                           | Merk                                         | Signore, Jahve               | |
| Nardoni                                      | 1960           | TM                                           | grecki                                       | Signore, Jahveh              | |
| Garofalo                                     | 1960           | TM                                           | grecki                                       | Jahve, Signore               | |
| La Bibbia Concordata                         | 1968           | TM (BHK)                                     | Nestle, Merk                                 | Signore, Iavè                | przekład ekumeniczny                                                                                                  |
| CEI                                          | 1971           | TM                                           | grecki                                       | Signore                      | |
| Parola del Signore                           | 1976–1985      | TM (BHS)                                     | UBS                                          | Signore                      | |
| polski                                       |                |                                              |                                              |                              | |
| Biblia nieświeska                            | 1572           | TM                                           | grecki                                       | Jehowáh                      | W Starym Testamencie i 11 razy w Ewangelii Mateusza                                                                   |
| Biblia Wujka                                 | 1593–1599      | Wulgata                                      | Wulgata                                      | Pan (raz ADONAI)             | Wj 6:3 |
| Biblia gdańska                               | 1632           | TM                                           | Textus receptus                              | Pan (raz Jehowa)             | Wj 6:3 |
| Biblia Tysiąclecia II wyd.                   | 1971           | TM (BHK)                                     | Merk                                         | Jahwe                        | w wyd. I Jahwe w całym ST oprócz Psalmów, w wydaniach III i IV Jahwe poza 23 wyjątkami zamieniono na Pan              |
| Biblia warszawska                            | 1975           | TM (BHK)                                     | NA, UBS                                      | Pan (od 0 do 5 razy Jahwe)   | Wj 3:14, 6:3, Lb 14:35, Iz 40:10, 48:17                                                                               |
| Biblia poznańska                             | 1975           | TM (BHK)                                     | UBS                                          | Jahwe                        | |
| Biblia warszawsko-praska                     | 1997           | TM (BHS)                                     | Nestle, Black, Martini, Metzger, Wikgren     | Jahwe                        | ponad 3500 razy |
| Pismo Święte w Przekładzie Nowego Świata     | 1997           | New World Translation of the Holy Scriptures | New World Translation of the Holy Scriptures | Jehowa                       | 6973 razy w Starym Testamencie i 237 razy w Nowym Testamencie                                                         |
| Biblia Paulistów                             | 2008           | TM (BHK)                                     | Aland, Karavidopoulos, Martini, Metzger      | Pan lub Bóg                  | w nielicznych miejscach PAN lub BÓG                                                                                   |
| Biblia Ekumeniczna                           | 2018           | TM (BHK) + LXX                               | Aland, Martini, Metzger                      | PAN lub BÓG                  | w pierwotnych wydaniach cząstkowych kilka razy JAHWE (tylko w tekstach bezpośrednio odwołujących się do imienia Boga) |
| rosyjski                                     |                |                                              |                                              |                              | |
| Biblia Makarego                              | 1860–1867      | TM                                           | grecki                                       | Іегова (Jehowa)              | ponad 3500 razy |
| Przekład synodalny                           | 1876           | TM, LXX, inne                                | Matthaei, Scholz                             | Господь (Pan)                | w 5 miejscach Иегова (Jehowa)                                                                                         |

- TM – tekst masorecki
- BHK – Biblia Hebraica, Rudolf Kittel
- BHS – Biblia Hebraica Stuttgartensia
- Merk – Novum Testamentum Graece at Latine, A. Merk, Romae 1951
- UBS – The Greek New Testament, wydany przez United Bible Societies
- NA – Novum Testamentum Graece, Nestle-Aland
- grecki – tekst w języku greckim jednak tłumacze nie określili jaki

## Tetragram w sztuce

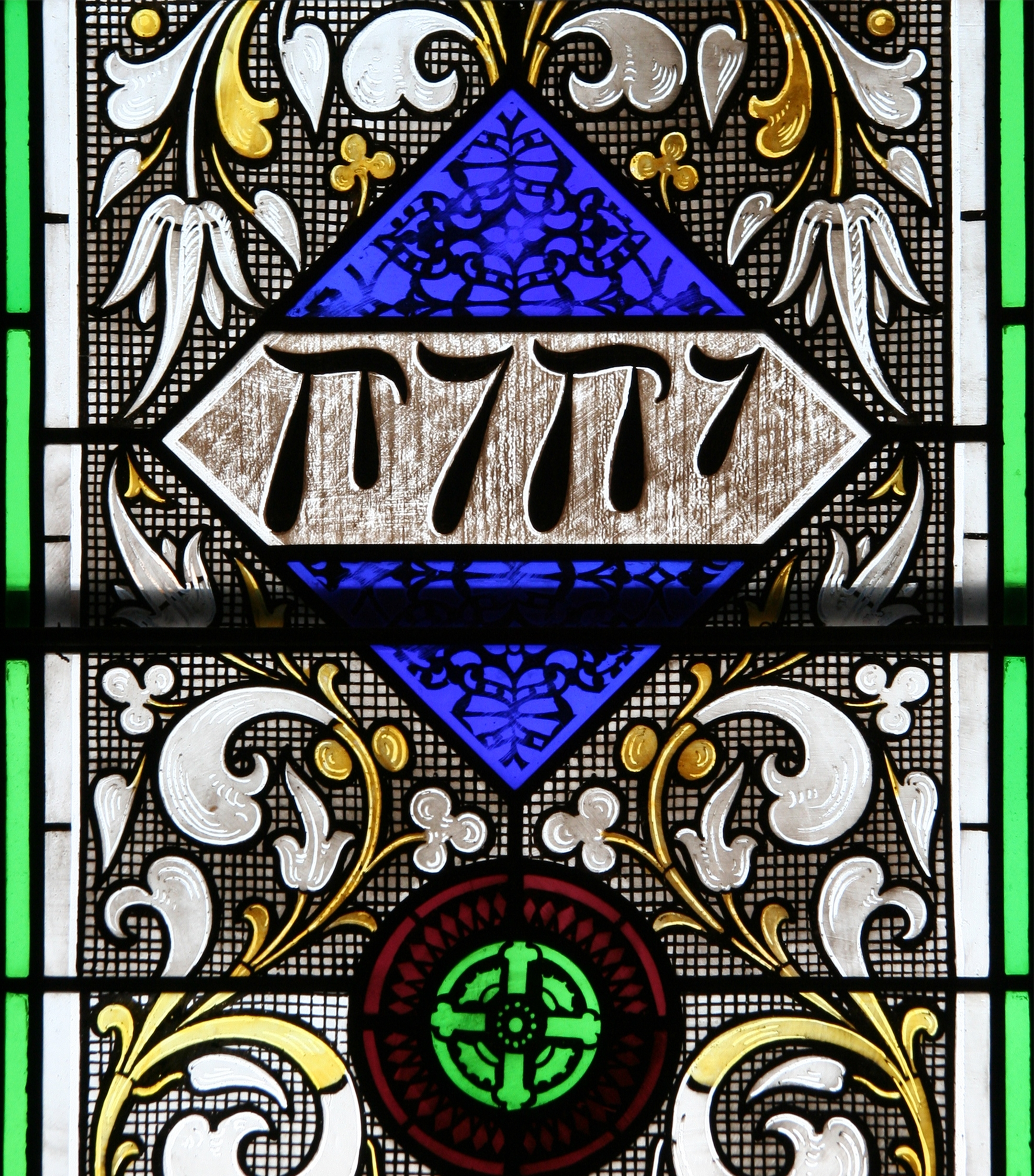
Tetragram na witrażu w Grace Episcopal Church w Decorah w stanie Iowa

Tetragram jako sposób obrazowania Boga w sztuce ukształtował się pod wpływem reformacji. Po raz pierwszy zastosowany został w 1529 roku w dwóch drzeworytach: w pierwszym zamieszczonym w dziełach anabaptysty Johannesa Bünderlina oraz w drzeworycie Nachfolge Christi autorstwa Hansa Weiditza. Początkowo propagowany był w kręgach anabaptystów i unitarian oraz w sztuce związanej ze środowiskami kalwińskimi, od drugiej połowy XVI w. przejmowały go stopniowo środowiska luterańskie. Widoczny jest też w twórczości malarzy katolickich, na przykład Petera Paula Rubensa (karta tytułowa do dzieła Tomasza Alvareza De Andrady, De contemplatione divina libri sex z 1620 roku).
Tetragram stopniowo wypierał przedstawienia antropomorficzne Boga Ojca. Najczęściej występował samodzielnie w postaci formuł hebrajskich, greckich, łacińskich oraz z języków nowożytnych, okolonych promieniami i aureolą z obłoków. Wpisywano go nieraz wewnątrz trójkąta symbolizującego Trójcę Świętą (w drzeworytach, w zwieńczeniach ołtarzy, na podniebiach baldachimów ambon). Spotkać można tetragram obok scen biblijnych i kompozycji alegorycznych, na przykład na obrazach przedstawiających tarczę św. Michała Archanioła, krzew gorejący oraz w połączeniu z symbolami Trójcy Świętej.

## Tetragram w religiach i ruchach

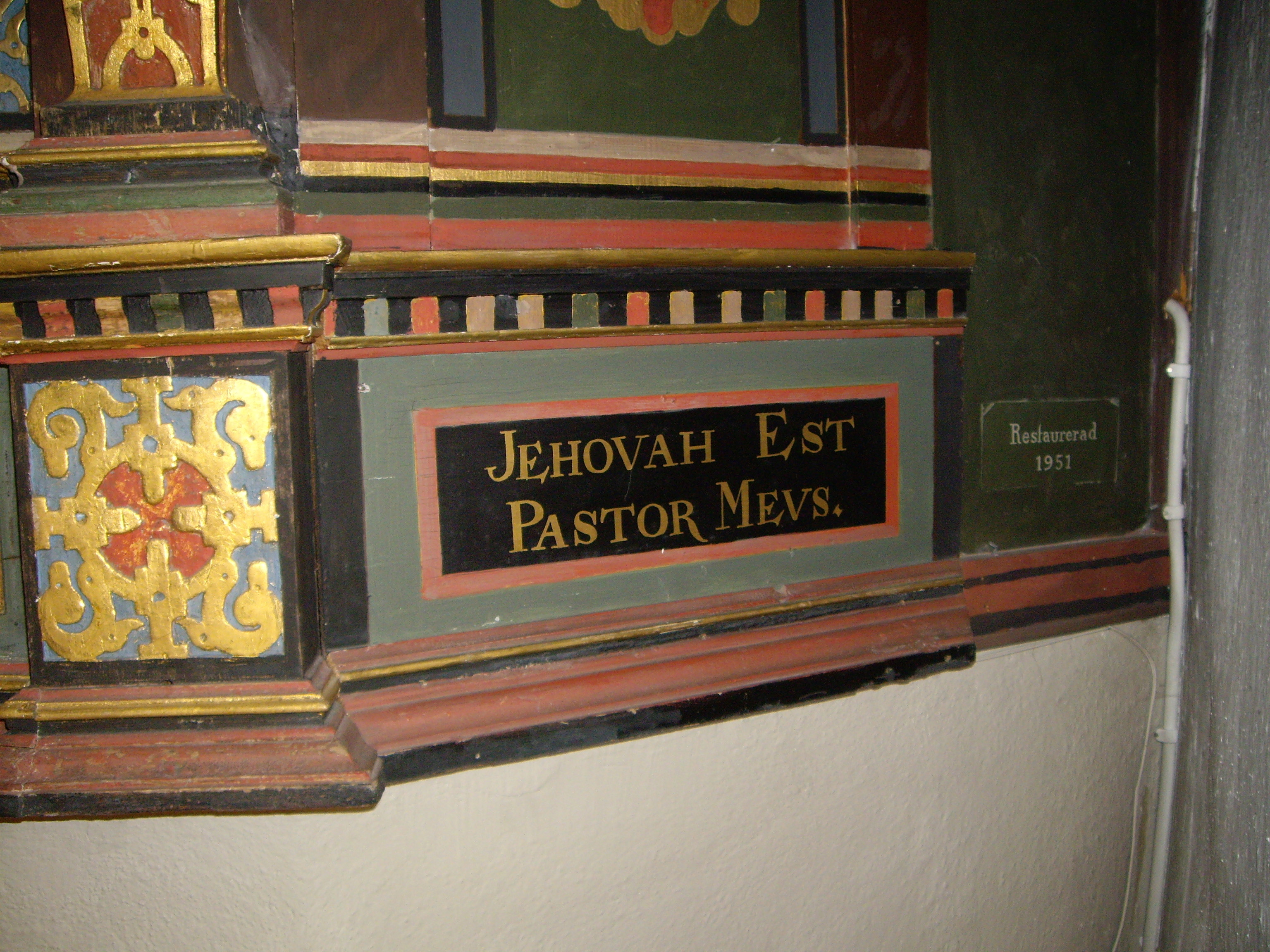
Łaciński tekst psalmu 23 na ambonie w kościele Jonstorp w Szwecji, z imieniem Bożym zapisanym w formie Jehovah

- Kościół katolicki: Od początku istnienia liturgicznej tradycji kościelnej, imię Boże zapisane tetragramem nie było wokalizowane, ani tłumaczone w przekładach Biblii dokonywanych z Wulgaty[145]. Stanowisko to było zgodne z żydowską tradycją niewymawiania imienia Bożego oraz praktyką zastępowania tetragramu greckim słowem Kyrios w Septuagincie i łacińskim Dominus w pierwszych przekładach na ten język. Kongregacja ds. Kultu Bożego i Dyscypliny Sakramentów przypomniała o tym w Instrukcji Liturgiam authenticam z 28 marca 2001 roku, gdzie napisano: „Zgodnie z niepamiętną tradycją, również we wspomnianym przekładzie Septuaginty widoczną, imię Boga wszechmogącego, wyrażone po hebrajsku przez święty tetragrammat, po łacinie wyrazem Pan, w każdym języku narodowym należy oddać wyrazem o tym samym znaczeniu”[146]. Ze względu na odmienną praktykę, powtórzyła to w liście do Konferencji Biskupów datowanym na 29 czerwca 2008 roku, który dotyczył „tłumaczenia i wymawiania, w środowisku liturgicznym, Imienia Bożego zawartego w świętym tetragramie”. W myśl rozporządzenia „w celebracjach liturgicznych, w śpiewach i w modlitwach, nie należy używać ani wymawiać imienia Bożego w formie tetragramu JHWH”. W tłumaczeniach Pisma Świętego na języki nowożytne przeznaczonych do użytku liturgicznego w Kościele, należy stosować odpowiedniki „Adonaj/Kyrios: «Signore», «Lord», «Seigneur», «Herr», «Señor», itd.”[147]. Poza kontekstem liturgicznym w Kościele katolickim dopuszczalne jest tłumaczenie i wokalizacja tetragramu imienia Boga.
- Prawosławie: W teologii prawosławia otacza się imię Jezusa, jako imię Boga, szczególną czcią, odpowiadającą czci świętego tetragramu w Starym Testamencie. Siergiej Bułgakow pisze, że „cześć dla imienia Bożego jest osnową prawosławnej pobożności i liturgii”[148]. W ikonach klasycznych oraz bizantyjskich, ustalono zasadę przedstawiania postaci Chrystusa razem z napisem „Tego, który jest”, będącym greckim odpowiednikiem tetragramu[149].
- Świadkowie Jehowy przykładają szczególną wagę do używania imienia własnego Boga. Używają formy Jehowa (angielskie Jehovah), ze względu na tradycję użycia jej w czasach nowożytnych[150][151][152][3]. Zauważają przy tym, że pierwotna wymowa nie jest znana. Wierzą jednak, że „Bóg oczekuje, że będziemy używać tego imienia, doceniać jego znaczenie oraz żyć zgodnie z tym, co się z nim wiąże”, dlatego używają ogólnie przyjętych form wymowy tetragramu[153][154][155]. Nie używają graficznego przedstawienia tetragramu do celów kultowych.
- Wolnomularstwo: Tetragram jest jednym z najważniejszych słów dla tego ruchu. W dziele Encyclopaedia of Freemasonry, pod hasłem JEHOVAH czytamy, że jest podstawą wolnomularskich poglądów oraz tajemnic[156]. Związany z rytuałami Trzeciego Stopnia Wtajemniczenia, przy końcu którego Wielki Mistrz wymawia je na głos. Obecny również w innych rytach: Szkockim – 33-stopniowym oraz York – 10- lub 11-stopniowym[157]. Symbolem niewypowiedzianego Imienia jest trójkąt równoboczny. Najczęściej spotyka się trójkąt z wpisaną hebrajską literą Jod. Imię Boże funkcjonuje w masonerii pod różnymi nazwami: Słowo, Prawdziwe Słowo, albo Zagubione Słowo, symbol znajomości Boskiej Prawdy albo prawdziwej natury Boga[158].